# 15126 Brittanyanderson
15126 Brittanyanderson este un asteroid din centura principală de asteroizi.

## Descriere
15126 Brittanyanderson este un asteroid din centura principală de asteroizi. A fost descoperit pe 8 martie 2000 la Socorro, New Mexico, în cadrul proiectului LINEAR. Asteroidul prezintă o orbită caracterizată de o semiaxă mare de 2,27 ua, o excentricitate de 0,17 și o înclinație de 4,2° în raport cu ecliptica.